# Lisores
Lisores est une commune française, située dans le département du Calvados en région Normandie, peuplée de 259 habitants (les Lisorais).

## Géographie
La commune s'étend sur 1 191 hectares à une altitude comprise entre 82 et 214 mètres.
La Vie, le ruisseau du Moulin de Lisores et le ruisseau de la Petite Vallée traversent le territoire de la commune.
| Sainte-Foy-de-Montgommery                       | Saint-Ouen-le-Houx, Bellou | Les Moutiers-Hubert                    |
| Saint-Germain-de-Montgommery                    | Lisores                    | Les Moutiers-Hubert, Canapville (Orne) |
| Saint-Germain-de-Montgommery, Vimoutiers (Orne) | Vimoutiers (Orne)          | Canapville (Orne)                      |

### Hydrographie
La commune est située dans le bassin Seine-Normandie. Elle est drainée par la Vie, le ruisseau du Moulin de Lisores, le ruisseau de Souze et le fossé 01 des Roullères,,.
La Vie, d'une longueur de 67 km, prend sa source dans la commune de Ménil-Hubert-en-Exmes et se jette  dans la Dives à Méry-Bissières-en-Auge, après avoir traversé 16 communes. 

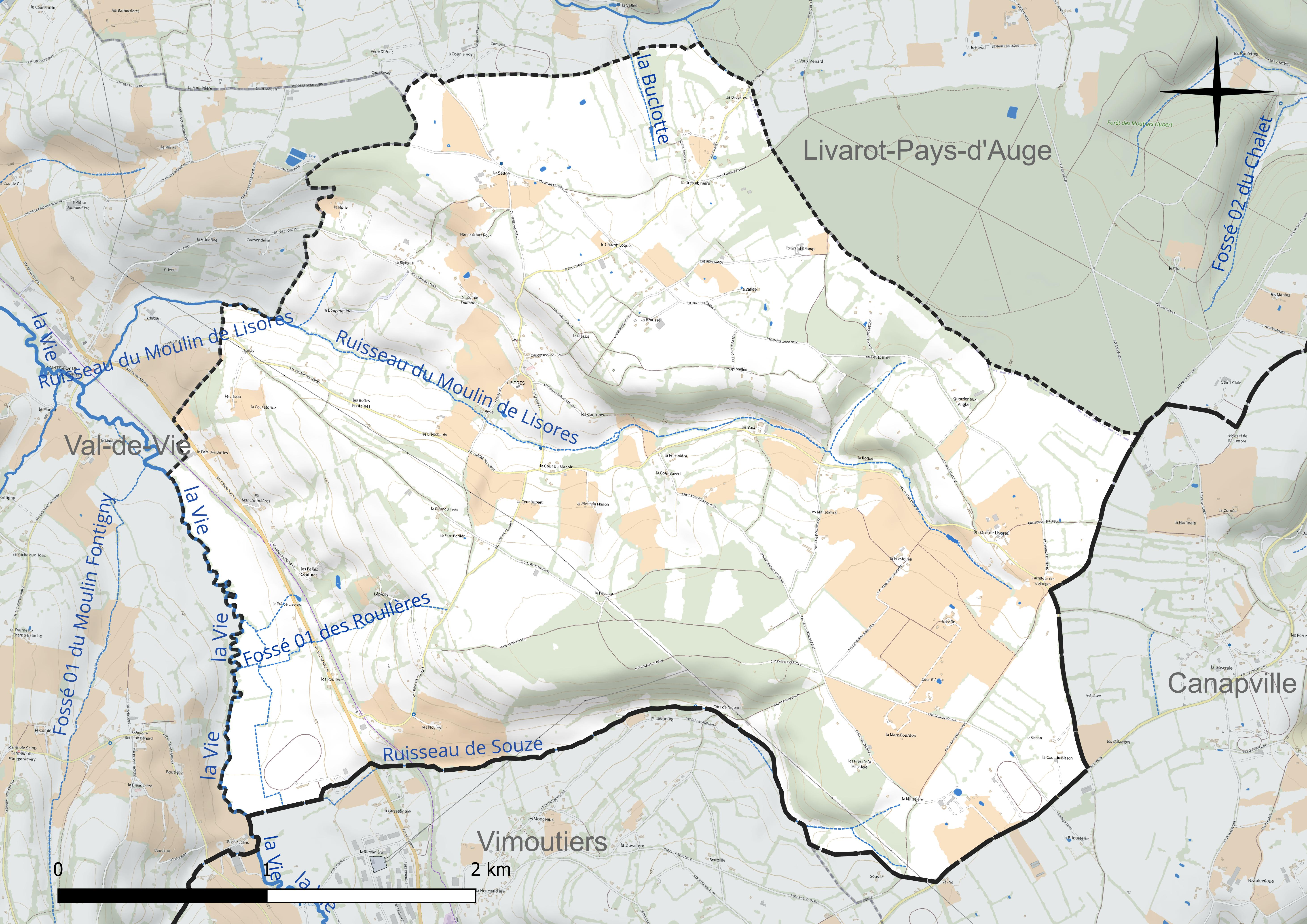
Réseau hydrographique de Lisores.

### Climat
Pour des articles plus généraux, voir Climat de la Normandie et Climat du Calvados.
En 2010, le climat de la commune est de type climat océanique dégradé des plaines du Centre et du Nord, selon une étude du CNRS s'appuyant sur une série de données couvrant la période 1971-2000. En 2020, Météo-France publie une typologie des climats de la France métropolitaine dans laquelle la commune est exposée à un climat océanique et est dans la région climatique  Normandie (Cotentin, Orne), caractérisée par une pluviométrie relativement élevée (850 mm/a) et un été frais (15,5 °C) et venté. Parallèlement le GIEC normand, un groupe régional d'experts sur le climat, différencie quant à lui, dans une étude de 2020, trois grands types de climats pour la région Normandie, nuancés à une échelle plus fine par les facteurs géographiques locaux. La commune est, selon ce zonage, exposée à un « climat contrasté des collines », correspondant au Pays d'Auge, Lieuvin et Roumois, moins directement soumis aux flux océaniques et connaissant toutefois des précipitations assez marquées en raison des reliefs collinaires qui favorisent leur formation.
Pour la période 1971-2000, la température annuelle moyenne est de 10,4 °C, avec  une amplitude thermique annuelle de 13,7 °C. Le cumul annuel moyen de précipitations est de 795 mm, avec 12,8 jours de précipitations en janvier et 8,2 jours en juillet. Pour la période 1991-2020, la température moyenne annuelle observée sur la station météorologique la plus proche, située sur la commune de Ticheville à 7 km à vol d'oiseau, est de 10,9 °C et le cumul annuel moyen de précipitations est de 826,1 mm,. Pour l'avenir, les paramètres climatiques de la commune estimés pour 2050 selon différents scénarios d'émission de gaz à effet de serre sont consultables sur un site dédié publié par Météo-France en novembre 2022.

## Urbanisme

### Typologie
Au 1er janvier 2024, Lisores est catégorisée commune rurale à habitat très dispersé, selon la nouvelle grille communale de densité à 7 niveaux définie par l'Insee en 2022.
Elle est située hors unité urbaine et hors attraction des villes,.

### Occupation des sols
L'occupation des sols de la commune, telle qu'elle ressort de la base de données européenne d'occupation biophysique des sols Corine Land Cover (CLC), est marquée par l'importance des territoires agricoles (88,1 % en 2018), une proportion identique à celle de 1990 (88,1 %). La répartition détaillée en 2018 est la suivante : 
prairies (83,4 %), forêts (11,9 %), terres arables (4,7 %). L'évolution de l'occupation des sols de la commune et de ses infrastructures peut être observée sur les différentes représentations cartographiques du territoire : la carte de Cassini (XVIIIe siècle), la carte d'état-major (1820-1866) et les cartes ou photos aériennes de l'IGN pour la période actuelle (1950 à aujourd'hui).

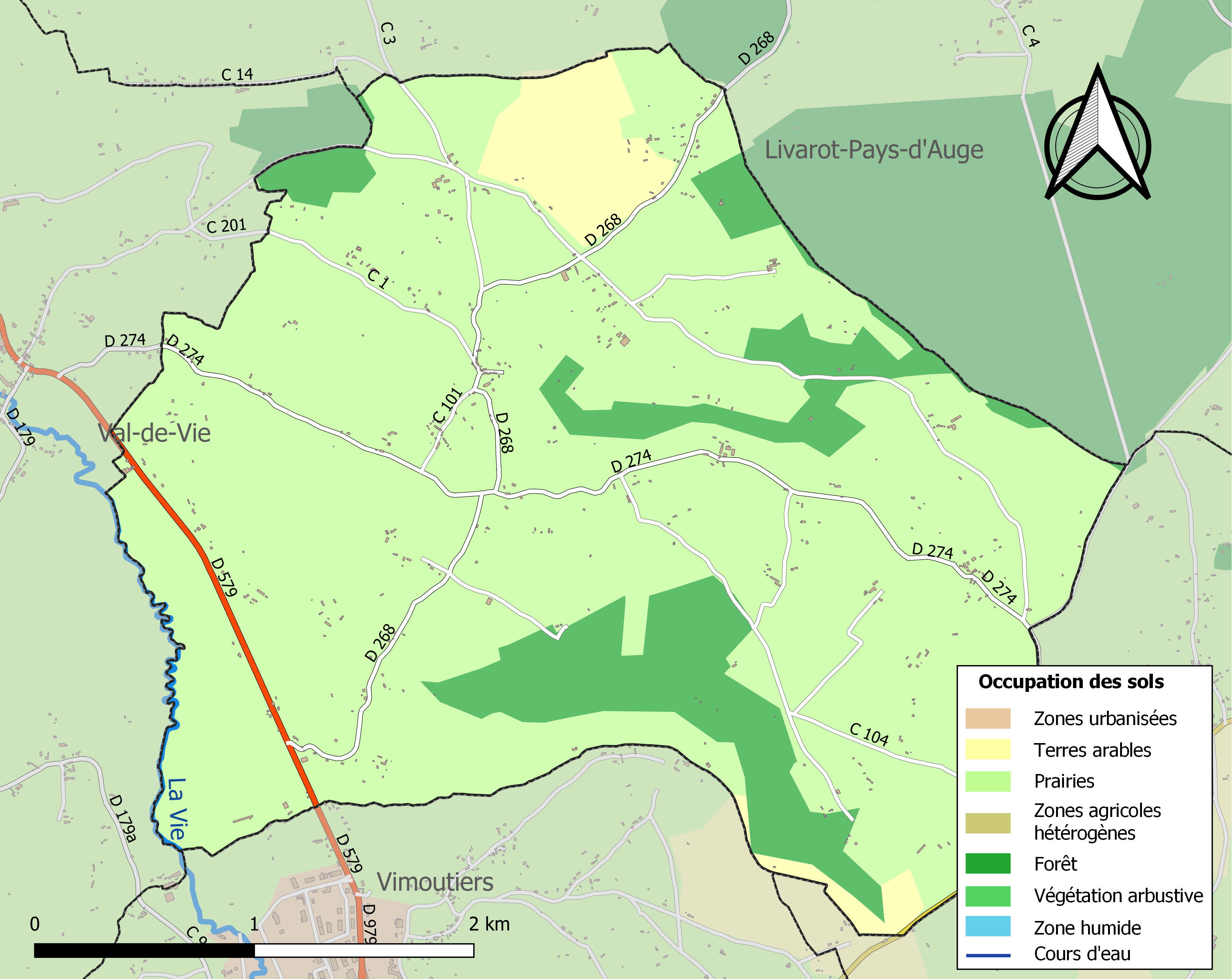
Carte des infrastructures et de l'occupation des sols de la commune en 2018 (CLC).

## Toponymie
Le nom de la localité est attesté sous les formes Louisourez, Luxarias en 1035, Luisoreis en 1050, Lisortium vers 1250 (Magni rotuli, p. 163, 2) ; Lysores en 1320 (Fiefs de la vicomté d'Orbec) ; Lisoriœ et Luisourez au XIVe siècle (Pouillé de Lisieux) ; Lisorre en 1620 (Carte de Templeux) ; Lysore en 1723.

## Histoire
Une famille de Lisours (de Lisoures, de Lisures, de Lusoriis, de Lizours), attestée depuis 1066, se retrouve en Angleterre elle tire son nom de Lisores, moins probablement de Lisors dans le Vexin normand (Eure). Elle s'allie à la famille de Lacy. Le défenseur de Château-Gaillard, Roger de Lacy ou de Lisours descendait de Robert de Lisours par sa grand-mère Aubrée.
Lisores est l'une des communes du pays de Livarot la plus anciennement citée dans une charte. Entre les années 1000 et 1050, une grande partie de la seigneurie, avec les droits, biens et devoirs qui accompagnaient le titre, était propriété de l'abbaye de Montivilliers et ce jusqu'à la Révolution.

## Politique et administration
| Période                                  | Période  | Identité        | Étiquette | Qualité     |
| ---------------------------------------- | -------- | --------------- | --------- | ----------- |
| ? (vers 1940)                            | ?        | Joseph Loriot   |           |             |
| 1948                                     | 1977     | André Vigan     |           |             |
| 1977                                     | 2008     | Jacques Lecourt | SE        |             |
| 2008                                     | En cours | Philippe Vigan  | SE        | Agriculteur |
| Les données manquantes sont à compléter. |          |                 |           |             |

Le conseil municipal est composé de onze membres dont le maire et deux adjoints.

## Démographie
L'évolution du nombre d'habitants est connue à travers les recensements de la population effectués dans la commune depuis 1793. Pour les communes de moins de 10 000 habitants, une enquête de recensement portant sur toute la population est réalisée tous les cinq ans, les populations de référence des années intermédiaires étant quant à elles estimées par interpolation ou extrapolation. Pour la commune, le premier recensement exhaustif entrant dans le cadre du nouveau dispositif a été réalisé en 2005.
En 2022, la commune comptait 259 habitants, en évolution de −3 % par rapport à 2016 (Calvados : +1,58 %, France hors Mayotte : +2,11 %).
Lisores a compté jusqu'à 689 habitants en 1836.
| 1793 | 1800 | 1806 | 1821 | 1831 | 1836 | 1841 | 1846 | 1851 |
| ---- | ---- | ---- | ---- | ---- | ---- | ---- | ---- | ---- |
| 583  | 619  | 675  | 334  | 672  | 689  | 675  | 619  | 623  |

| 1856 | 1861 | 1866 | 1872 | 1876 | 1881 | 1886 | 1891 | 1896 |
| ---- | ---- | ---- | ---- | ---- | ---- | ---- | ---- | ---- |
| 550  | 528  | 521  | 500  | 450  | 464  | 437  | 451  | 437  |

| 1901 | 1906 | 1911 | 1921 | 1926 | 1931 | 1936 | 1946 | 1954 |
| ---- | ---- | ---- | ---- | ---- | ---- | ---- | ---- | ---- |
| 411  | 398  | 365  | 362  | 376  | 361  | 386  | 354  | 359  |

| 1962 | 1968 | 1975 | 1982 | 1990 | 1999 | 2005 | 2006 | 2010 |
| ---- | ---- | ---- | ---- | ---- | ---- | ---- | ---- | ---- |
| 345  | 348  | 247  | 248  | 247  | 260  | 278  | 280  | 309  |

| 2015 | 2020 | 2022 | - | - | - | - | - | - |
| ---- | ---- | ---- | - | - | - | - | - | - |
| 271  | 263  | 259  | - | - | - | - | - | - |

## Lieux et monuments
- Église Saint-Vigor (XVe et XVIe siècles). Elle abrite un trompe-l'œil, deux tableaux (l'Assomption et le Couronnement de la Vierge), un maître-autel et un tabernacle classés à titre d'objets aux monuments historiques[31]. Ces œuvres sont du XVIIIe siècle, sauf le Couronnement de la Vierge qui est du XVIIe.
- Chapelle funèbre de la famille Laniel (XIXe).
- La ferme-musée Fernand-Léger, aménagée dans la demeure du peintre.

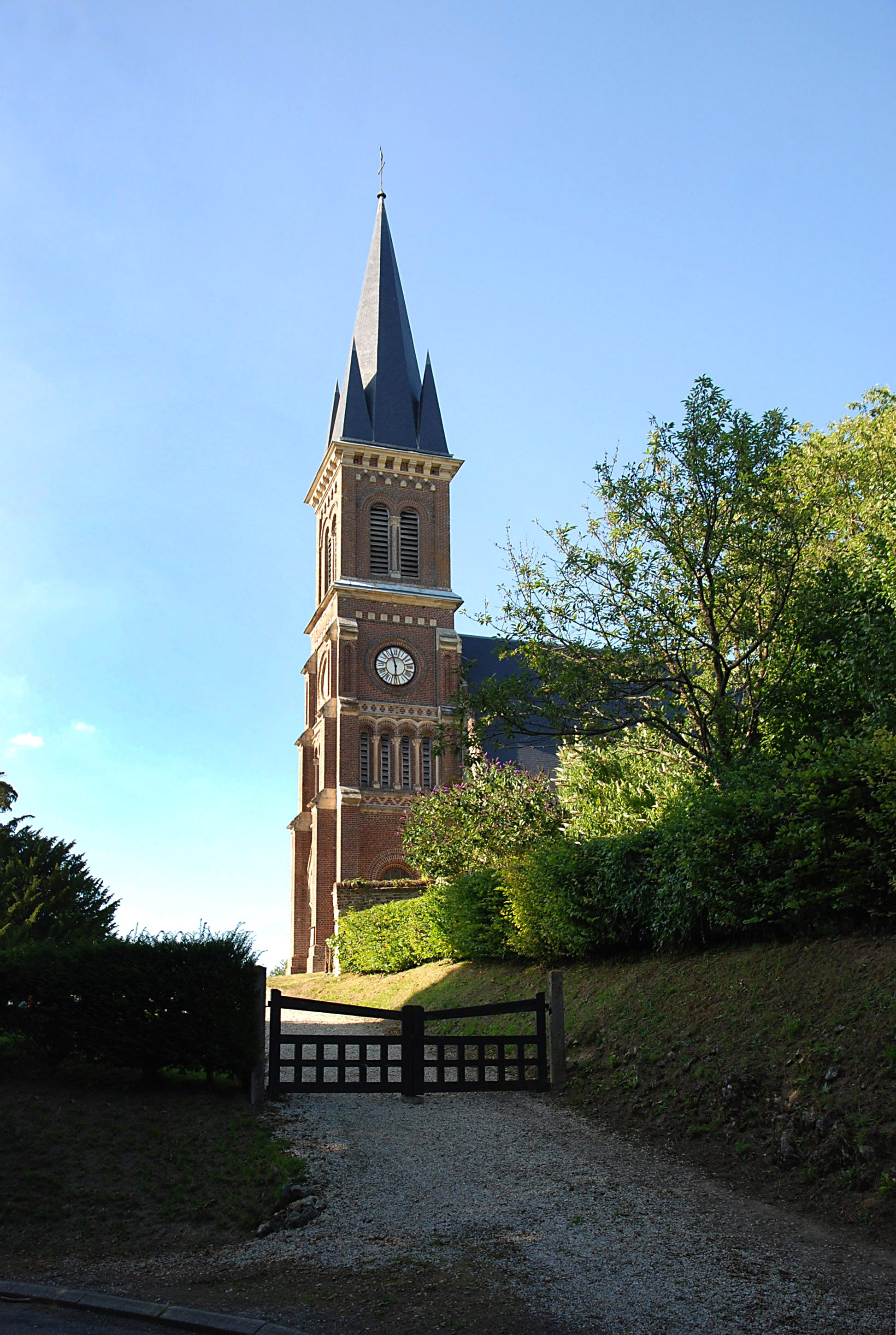
L'église Saint-Vigor.

## Personnalités liées à la commune
- Fernand Léger (1881-1955), peintre, a habité la commune.
- Joseph Laniel (1889-1975), plusieurs fois ministre de la IVe République, président du Conseil du 27 juin 1953 au 12 juin 1954, député du Calvados, est inhumé dans la chapelle familiale du cimetière aux côtés de son père, Henri Laniel (1857-1936), député du Calvados sous la IIIe République.
- Erwin Rommel (1891-1944). Le 17 juillet 1944, la voiture du Generalfeldmarschall Erwin Rommel est mitraillée par un avion allié sur la N 179 (actuelle D 579) à la Gossinée, sur le territoire communal, en direction de Vimoutiers.
- Patrick Ascione (1953), compositeur, a résidé dans la commune.